# Claes Malmberg
Claes Malmberg, folkbokförd Clas-Peder Malmberg, född 8 april 1961 i Kristine församling i Göteborg, är en svensk komiker och skådespelare. Han slog igenom som Ronny Jönsson och har senare verkat i en mängd olika roller både på scen och i TV.

## Biografi
Claes Malmberg bodde sina första år vid Heden i Göteborg. Hans far var operettsångaren Gösta Malmberg som träffade Claes Malmbergs mor när hon som 19-åring arbetade som cigarettflicka på Rondo i Göteborg. Fadern hade alkoholproblem och lämnade familjen när Claes Malmberg var fem år och dog sex år senare utan att de träffat varandra däremellan. Modern träffade en ny man och familjen flyttade från enkla förhållanden vid Heden till förorten Bergsjön med toalett och rinnande vatten. Han tyckte det nya området var paradiset, även om hans styvfar använde aga. Efter ytterligare några år flyttade de till Hindås. När han var med i TV-programmet Vem tror du att du är? fick han reda på att han hade en halvbror, med gemensam far. I programmet kontaktar han brodern som hade blivit bortadopterad som liten och de tog upp kontakten med varandra.
Hans morfar var månskensbonde från Bohuslän och arbetade som armerare i Uddevalla. Morfadern var socialdemokrat och väckte Claes Malmbergs politiska intresse.
Claes Malmberg hade en besvärlig skolgång och fick låga betyg i grundskolan. Han började lära sig till plåtslagare och började med teater på ABF, efter förslag från modern. Det väckte hans intresse och han började arbeta på Götateatern, först som allt-i-allo men teatern genomgick en turbulent tid och det gav utrymme till en spelroll och han hoppade av plåtslagarutbildningen.
I slutet av 1980-talet fick han genombrott för sin rollfigur Ronny Jönsson. Den började som ett inslag i ett radioprogram på P4 Göteborg som han gjorde med Frank Gunnarsson. Med den karaktären fick han göra inslag i flera TV-sammanhang, både nöjesprogram, i folkparker och i Melodifestivalen. Han gick sedan över till att turnera som ståuppkomiker och slog sig då ihop med Lennie Norman. Tillsammans gjorde de en större föreställning och TV-programmet Måndagsklubben (som senare blev Onsdagsklubben) på Kanal 5 med Caroline Giertz som programledare. Han medverkade åren 2000–2002, 2010 i TV-satiren Parlamentet.
Malmberg har även breddat sig som skådespelare. Han var med i Les Misérables på Cirkus i Stockholm (1992–1993), Annie på Nöjesteatern i Malmö, Little Shop of Horrors och Det våras för Hitler i Anders Aldgårds regi på Chinateatern. Han har medverkat i Astrid Lindgren-filmer som Lotta på Bråkmakargatan (1992 och 1993) och Kalle Blomkvist – Mästerdetektiven lever farligt.
Han har berättat fräckisar i TV-programmet Pratmakarna, medverkat i dramaserien Saltön och spelat i komediserier som Kusiner i kubik och Pappas flicka. Han har även synts i TV-underhållningsprogram som Doobidoo, Sing-A-Long och Så ska det låta. Utanför Sveriges gränser har han exempelvis medverkat i den finlandssvenska situationskomedin Falkenswärds möbler som spelades in i Vasa.
Malmberg har även medverkat i 15 minutes of FAME, kallad "Den första musikalen om dokusåpa-verkligheten", 2006, av Dag Norgård. Han hade då huvudrollen som Mr. Manchini. Mr. Manchin är en man som levt farligt i sina dagar, men som beslutat sig för att tjäna lätta pengar genom att driva ett dansställe som han namngett Madonnas.
Hösten 2008 och våren 2009 var han aktuell i rollen som Max Bialystock i The Producers - Det våras för Hitler på Chinateatern i Stockholm och hösten 2009 med samma uppsättning på Lorensbergsteatern i Göteborg. För sina insatser erhöll han 2009 Guldmasken som "Bästa manliga musikalartist".
På senare år har han bland annat spelat på Gunnebo slott utanför Göteborg. Han har haft ett samarbete med regissören Anders Aldgård, som resulterat i flera föreställningar, både vad gäller enmansshower och musikaler.
Malmberg deltog i Melodifestivalen 2013 tillsammans med Tommy Körberg, Mats Ronander och Johan Rabaeus i gruppen Ravaillacz. De tog sig till final och slutade på en tiondeplats.

## Privatliv
Claes Malmberg har fem barn med fyra olika kvinnor, däribland dottern Perla Rainey-Malmberg (från äktenskapet med popsångerskan Fatima Rainey), född 2004. Han håller på det göteborgska fotbollslaget GAIS och uttryckte i ett TV-program 2006 något skämtsamt att "Tack vare buddhismen och Gais har jag lärt mig att leva med lidandet". I övrigt har han gjort sig känd för sin buddhistiska tro och sin socialistiska övertygelse. Malmberg är en anhängare av det tibetanska folkets kamp för självständighet från Kina, vilket han bland annat manifesterat i SVT:s Debatt som sändes den 10 april 2008.

## Teater

### Roller (i urval)
| År   | Roll                                         | Produktion                                                              | Regi                | Teater                                       |
| ---- | -------------------------------------------- | ----------------------------------------------------------------------- | ------------------- | -------------------------------------------- |
| 1990 | Thénardier                                   | Les Misérables                                                          |                     | Cirkus, Stockholm                            |
| 1995 | Orin Scrivello                               | Little shop of horrors Alan Menken och Howard Ashman                    | Thomas Ryberger     | Chinateatern                                 |
| 1999 | Doc                                          | West Side Story Leonard Bernstein, Stephen Sondheim och Arthur Laurents | Staffan Aspegren    | Göteborgsoperan                              |
| 2000 | Conny Blom                                   | Maken till fruar Ray Cooney                                             | Bo Hermansson       | Oscarsteatern                                |
| 2002 | Christian Ivanovitj Giebner, distriktsläkare | Revisorn Nikolaj Gogol                                                  | Wilhelm Carlsson    | Chinateatern                                 |
| 2005 | Rooster                                      | Annie Charles Strouse, Thomas Meehan och Martin Charnin                 | Jan Hertz           | Nöjesteatern, Malmö                          |
| 2006 | Direktör Hugo "Råbiffen" Mytelius            | Brännvin och fågelholkar – Söderkåkar reser västerut! Gideon Wahlberg   | Anders Albien       | Vallarnas friluftsteater                     |
| 2007 | Argan                                        | Den inbillade sjuke Molière                                             | Sven-Åke Gustavsson | Gunnebo slottsteater Riksteatern             |
| 2008 | Max Bialystock                               | The Producers - Det våras för Hitler Mel Brooks och Thomas Meehan       | Anders Aldgård      | Chinateatern Lorensbergsteatern              |
| 2009 | Bill Snibson                                 | Lorden från gränden                                                     |                     | Fredriksdalsteatern                          |
| 2010 | Leopold                                      | Vita Hästen Ralph Benatzky, Erik Charell och Hans Müller                | Anders Aldgård      | Gunnebo slottsteater                         |
| 2010 |                                              | The Big Bang Show, krogshow                                             |                     | Kajskjul 8                                   |
| 2011 | Leopold                                      | Vita Hästen Ralph Benatzky, Erik Charell och Hans Müller                | Anders Aldgård      | Riksteatern                                  |
| 2011 |                                              | Still Alive                                                             |                     | Kajskjul 8 Sverigeturné.                     |
| 2011 | Bill Snibson                                 | Lorden från gränden L. Arthur Rose och Noel Gay                         | Anders Aldgård      | Gunnebo slottsteater                         |
| 2012 | Professor Marcus                             | Ladykillers Graham Linehan                                              | Lena Koppel         | Gunnebo slottsteater                         |
| 2012 | Leopold                                      | Vita Hästen Ralph Benatzky, Erik Charell och Hans Müller                | Anders Aldgård      | Nöjesteatern                                 |
| 2013 | Professor Marcus                             | Ladykillers Graham Linehan                                              | Lena Koppel         | Riksteatern                                  |
| 2013 | Johan Göransson                              | Charmören från Långedrag Franz Arnold och Ernst Bach                    | Anders Aldgård      | Gunnebo slottsteater                         |
| 2013 | Gomez Addams                                 | Familjen Addams                                                         |                     | Lorensbergsteatern                           |
| 2014 | Medverkande                                  | Från Parken till Vegas, revy Claes Malmberg och Lennie Norman           | Anders Aldgård      | Gunnebo slottsteater                         |
| 2015 | Charleys tant Charley's Aunt                 | Brandon Thomas                                                          | Anders Aldgård      | Gunnebo slottsteater flyttad till Slagthuset |
| 2016 | Charleys tant Charley's Aunt                 | Brandon Thomas                                                          | Anders Aldgård      | Intiman                                      |
| 2016 | Hilmer Holmberg                              | Jobba för två Richard Bean                                              | Leif Lindblom       | Gunnebo slottsteater                         |
| 2017 | Carlsson                                     | Hemsöborna August Strindberg                                            | Stefan Metz         | Stockholms Stadsteater                       |

## Filmografi (i urval)
- 1989 – Sparvöga (TV-serie)
- 1990 – En midsommarnattsdröm
- 1991 – Harry Lund lägger näsan i blöt!
- 1991 – Skönheten och odjuret (rösten till Lefou)
- 1991 – Sunes jul (TV-serie)
- 1992 – Melodifestivalen (TV-serie)
- 1992 – Kusiner i kubik (TV-serie)
- 1992 – Lotta på Bråkmakargatan
- 1993 – Lotta flyttar hemifrån
- 1993 – Pariserhjulet
- 1995 – Snacka om nyheter (TV-serie)
- 1996 – Kalle Blomkvist – Mästerdetektiven lever farligt
- 1997 – Kalle Blomkvist och Rasmus
- 1997–1998 – Pappas flicka (TV-serie)
- 1998 – När karusellerna sover (TV-serie)
- 1999 – Trettondagsafton
- 2000 – Falkenswärds möbler (TV-serie)
- 2004 – Gustaf (röst)
- 2005 – Robotar (röst)
- 2005–2006 – Hon och Hannes (TV-serie)
- 2006 – Gustaf 2 (röst)
- 2008 – Rallybrudar
- 2009 – Ice Age 3 (rösten till Buck)
- 2009 – Guds tre flickor (TV-serie)
- 2009 – Vem tror du att du är? (TV-serie)
- 2010 – Äpplet & Masken (rösten till Newton)
- 2010–2017 – Saltön (TV-serie)
- 2011 – Hur många lingon finns det i världen?
- 2013 – En pilgrims död (TV-serie)
- 2013 – Hur många kramar finns det i världen?
- 2014 – Den fjärde mannen (TV-serie)
- 2016 – Syrror (TV-serie)
- 2017–2019 – Bäst i test (TV-serie)
- 2018 – Krocken
- 2019 – Helt perfekt (TV-serie)
- 2019 – A Music Story
- 2020 – Parlamentet (TV-serie)
- 2021 – Pappas pojkar (TV-serie)
- 2021 – Dancing Queens
- 2021 – En hederlig jul med Knyckertz (TV-serie)
- 2022 – Klimatkampen (TV-serie)
- 2023 – Överlevarna (TV-serie)

## Bildgalleri från några av Claes Malmbergs roller

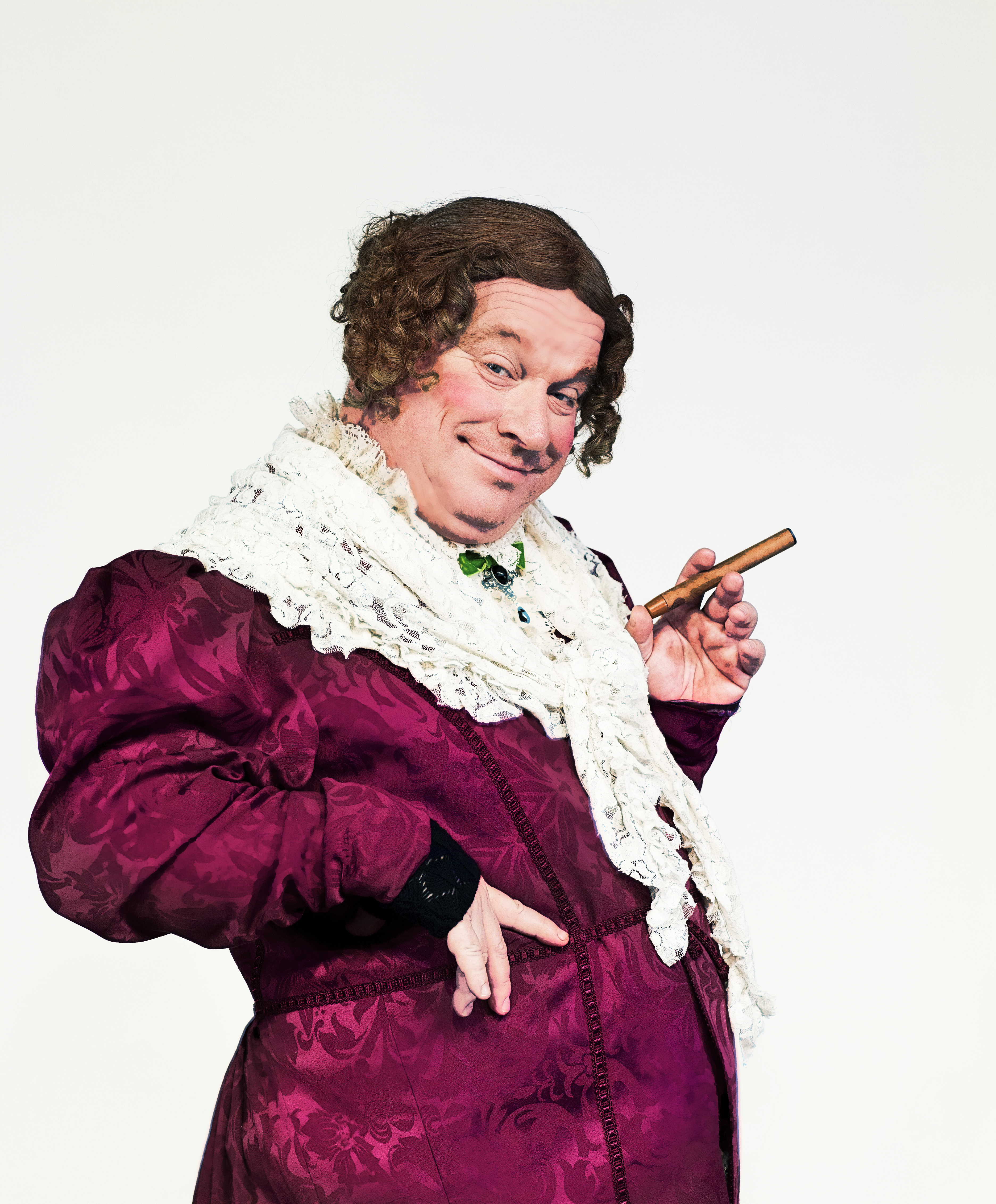
Claes Malmberg som Charley's Tant från farsen med samma namn.
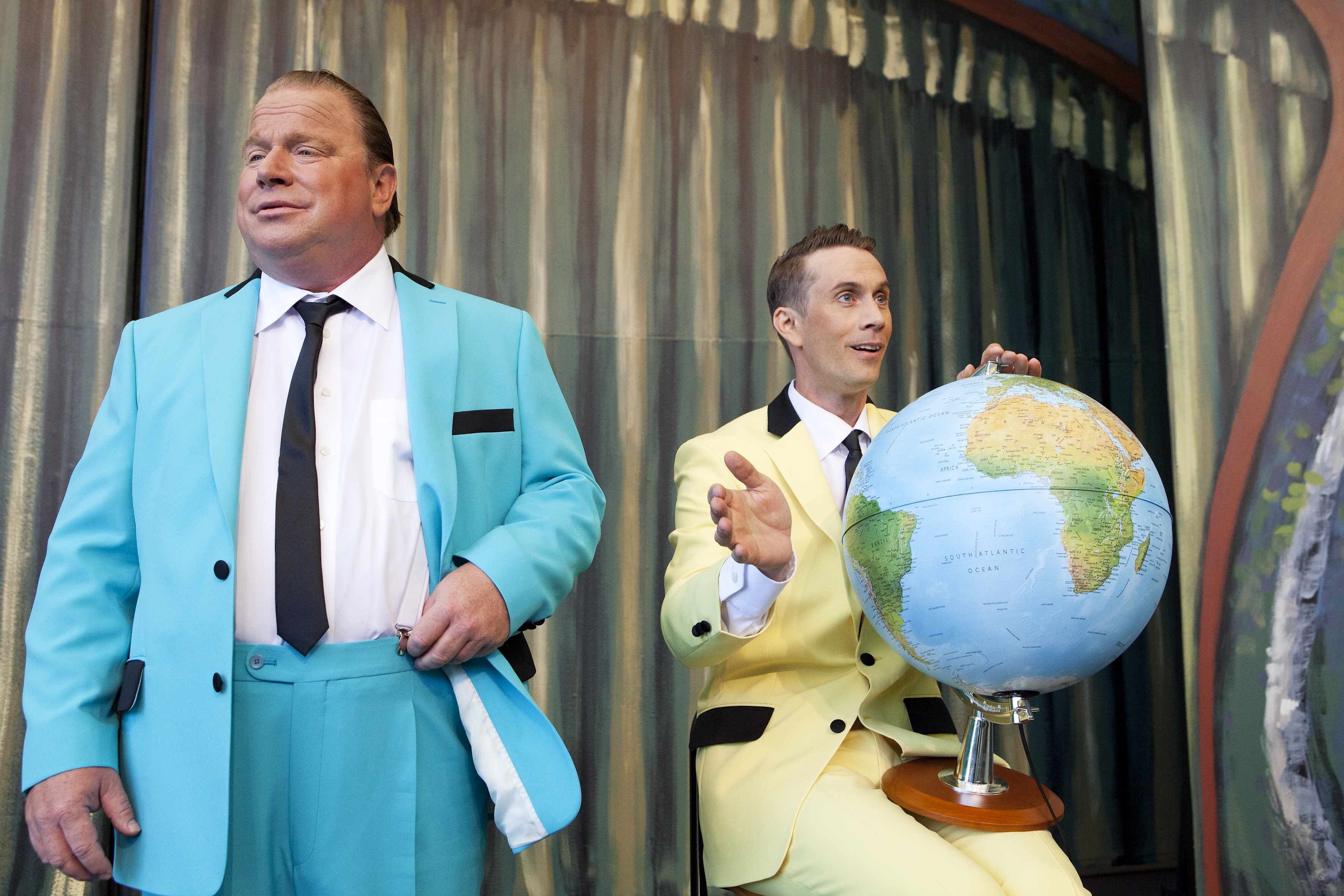
Malmberg med Ola Forssmed ur Gunnebo slottsteaters uppsättning av Från Parken till Vegas.
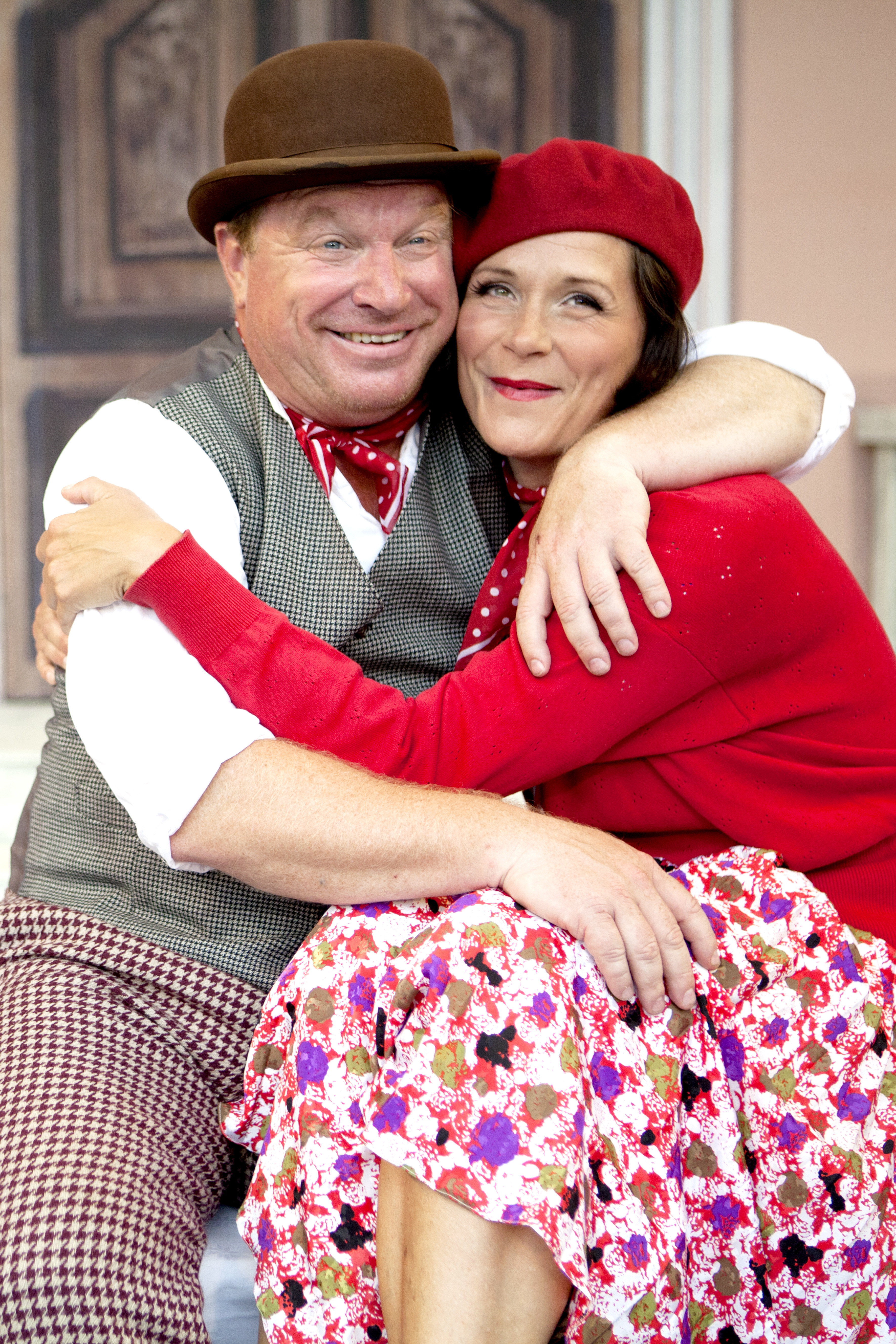
Malmberg och Sofie Lindberg från uppsättningen av Lorden från gränden.
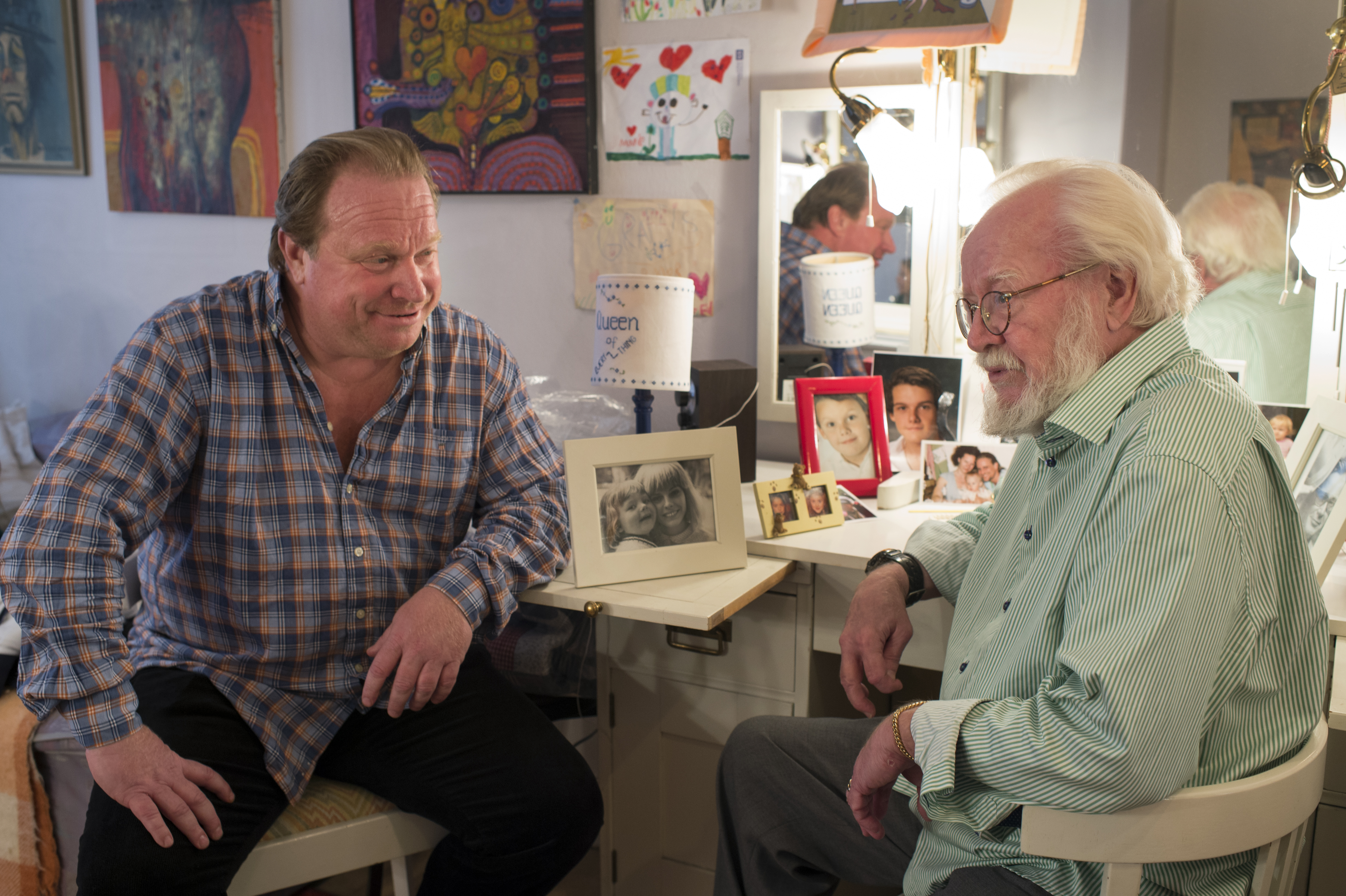
Malmberg med Jan Malmsjö inför en publikperformance med personer med synnedsättning.